# Shpock

Logo bis 2020

Shpock ist eine Online-Marktplatz-Plattform, die mittels Nutzung einer Mobile App (kurz: App) das private Kaufen und Verkaufen von Dingen in der Umgebung ermöglicht. Shpock wird von der finderly GmbH betrieben und beschäftigt mehr als 185 Mitarbeiter. Die finderly GmbH gehörte bis 2021 zur norwegischen Mediengruppe Schibsted beziehungsweise deren Ausgründung Adevinta. Im Jahr 2021 wurde die Firma an Russmedia verkauft.

## Geschichte
Shpock steht für „Shop in your pocket“ und wurde erstmals im September 2012 für iOS- und Android-Geräte gratis zum Download angeboten. Binnen des ersten Jahres wurde die App mehr als eine Million Mal heruntergeladen. Die App wurde von dem österreichischen Start-up Finderly entwickelt. Die erste Finanzierung wurde aus Eigenmitteln und Förderungen bestritten, später beteiligten sich Business Angels.
Im Jahr 2016 zählte Shpock nach Downloads zu den zehn beliebtesten Apps Deutschlands im App Store und in Google Play. In Österreich gehörte die Marktplatz-App zu den zehn am meisten geladenen gratis iPhone-Apps 2017. Mittlerweile wurde die App mehr als 50 Millionen Mal auf iOS- und Android-Geräten heruntergeladen (Stand: Oktober 2018).
Im November 2018 wurde kurz nach einem Führungswechsel eine massive Personalreduktion angekündigt; das bisher defizitäre Unternehmen solle nun profitabel werden.

## Kosten
Für Käufer ist die Nutzung kostenlos, für Verkäufer ist seit 2024 eine kostenpflichtige Mitgliedschaft von 0,99 € pro Monat notwendig.

## Auszeichnungen
2018 war Shpock Preisträger bei der Preisverleihung “Deutschlands beste Online-Portale 2018” in der Kategorie “Marktplätze Privatanbieter” des Deutschen Instituts für Servicequalität. Google verleiht Shpock 2018 den Titel "Android Excellence App of 2018" im Google Play Store und Apple kürt Shpock zu einer “Best of 2017”-App in der Kategorie “Nachhaltigkeit”. Beim Goldbach Youngstar Award wurde Shpock zur "Jugendlichsten Marke im 1. Halbjahr 2018" gekürt. 2013 gewann Shpock den futurezone Award in der Kategorie Apps und wurde beim Content Award Vienna mit dem Sonderpreis Mingo ausgezeichnet. Bei den „Show your App“-Awards 2014 erhielt die App Silber.